# NK Palača
NK Palača je nogometni klub iz Palače, u općini Šodolovci. 
Klub se natjecao u Ligi NS Osijek Osječko-baranjske županije (3. ŽNL Osječko-baranjska Nogometnog središta Osijek). U sezonama 2007./08. i 2008./09. veterani kluba su nastupali u Nogometnoj ligi veterana ZVO-a.

## Povijest
Prvu nogometnu loptu u Palaču donio je 1924. godine Mateo Deleneori, solunski dragovoljac, podrijetlom Talijan. Na njegovu inicijativu, 1926. godine osnovana je uprava kluba pod imenom NK Obilić. To ime je imao do početka 2. svjetskog rata. U početku je klub održavao samo treninge, a prva utakmica je bila protiv Vuke iz Markušice 1928. godine. Završetkom 2. svjetskog rata, 1945. godine obnavlja se rad kluba pod imenom NK Crvena zvezda, jer je u naselju bio velik broj navijača beogradske Crvene zvezde. Tribine i svlačionice na stadionu su izgrađene 1978. godine, a u to vrijeme je klub nastupao u prvoj ligi Osječkog nogometnog podsaveza.
90-ih godina 20. stoljeća (do 1997. godine), klub se natjecao u prvenstvu Republike Srpske Krajine. Mirnom reintegracijom Podunavlja klub se gasi. 2008. godine klub se ponovno aktivira, ali pod novim imenom, NK Palača, pošto ime "Crvena zvezda" nije bilo prihvaćeno u Županijskom nogometnom savezu Osječko-baranjske županije.
U sezoni 2013./14. klub je nakon trećine prvenstva odustao od daljeg natjecanja, te je od tada neaktivan.

### Plasmani kluba kroz povijest
| Sezona    | Liga                               | Plasman                |
| --------- | ---------------------------------- | ---------------------- |
| 2009./10. | 3. ŽNL Osječko-baranjska NS Osijek | 9. mjesto              |
| 2010./11. | 3. ŽNL Osječko-baranjska NS Osijek | 8. mjesto              |
| 2011./12. | 3. ŽNL Osječko-baranjska NS Osijek | 7. mjesto              |
| 2012./13. | 3. ŽNL Osječko-baranjska NS Osijek | 6. mjesto              |
| 2013./14. | 3. ŽNL Osječko-baranjska NS Osijek | odustala od natjecanja |